# Santa Teresa Gallura
Santa Teresa Gallura is een gemeente in de Italiaanse provincie Olbia-Tempio (regio Sardinië) en telt 4598 inwoners (31-12-2004). De oppervlakte bedraagt 101,1 km², de bevolkingsdichtheid is 45 inwoners per km².

## Demografie
Santa Teresa Gallura telt ongeveer 2307 huishoudens. Het aantal inwoners steeg in de periode 1991-2001 met 8,1% volgens cijfers uit de tienjaarlijkse volkstellingen van ISTAT.
| Jaar | Inwoneraantal |
| ---- | ------------- |
| 1991 | 4024          |
| 2001 | 4349          |

## Geografie
Santa Teresa Gallura grenst aan de volgende gemeenten: Aglientu, Palau, Tempio Pausania.

## Foto's

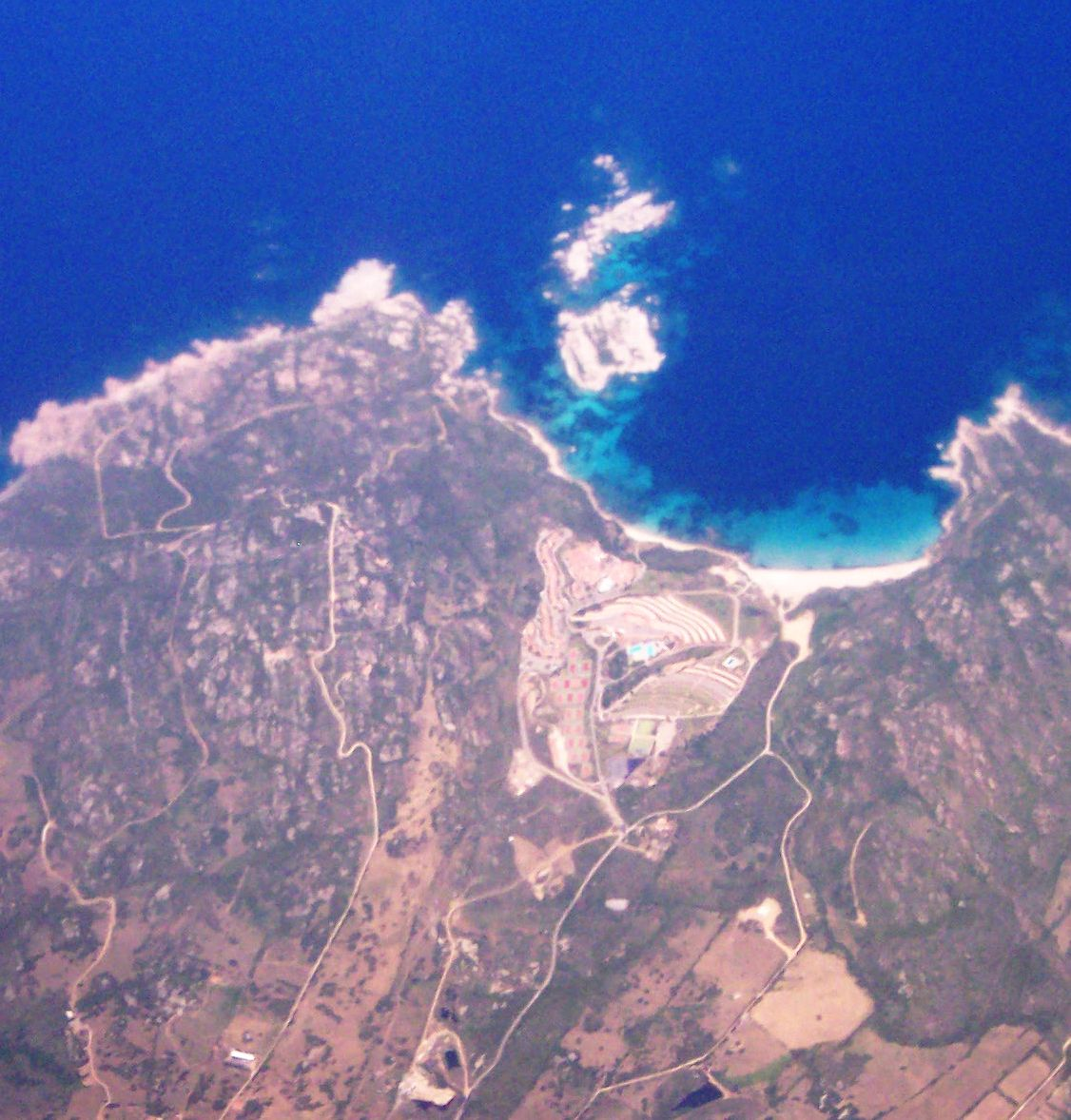
Luchtbeeld van de gemeente
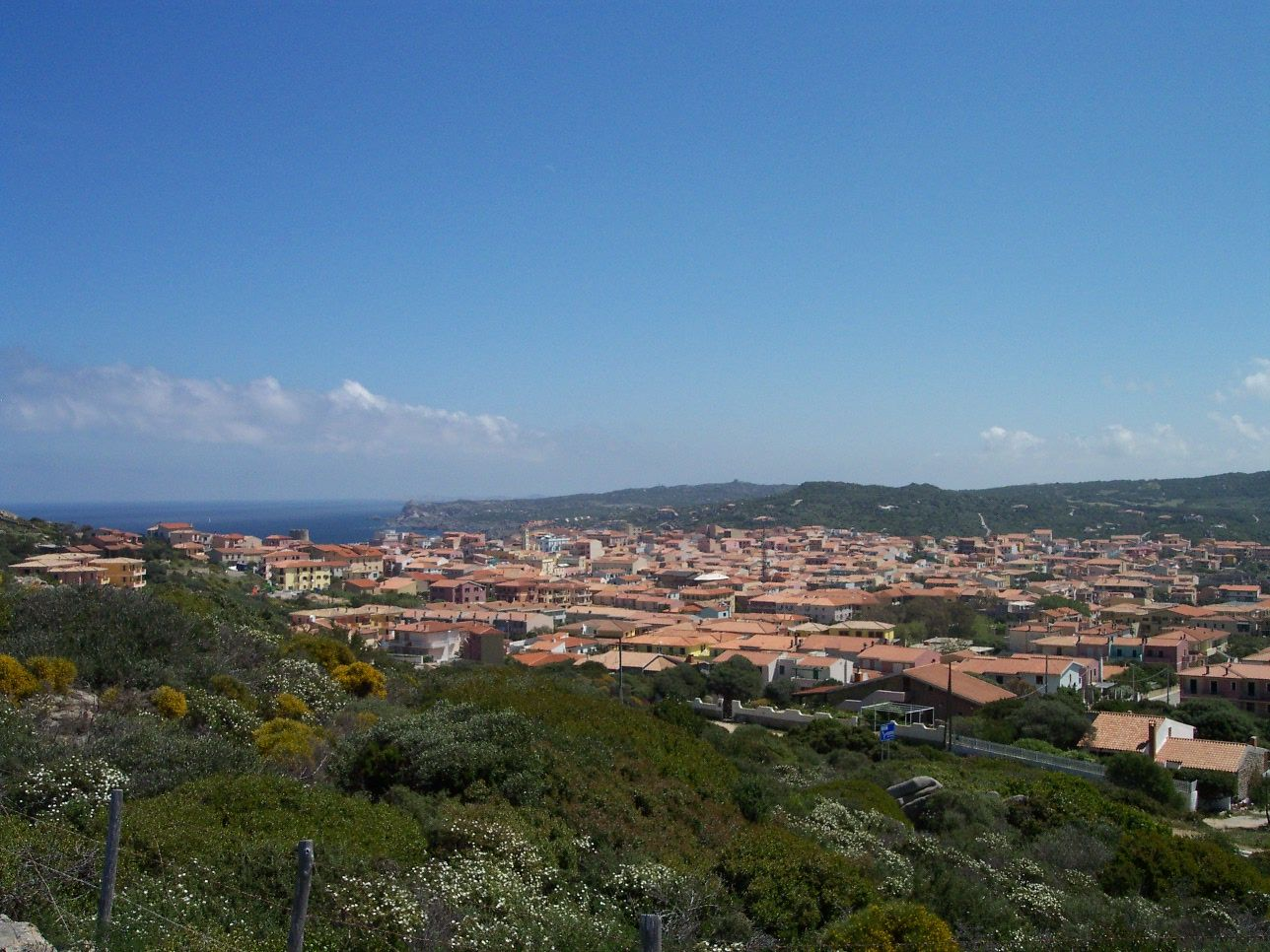
Vertebeeld van de stad
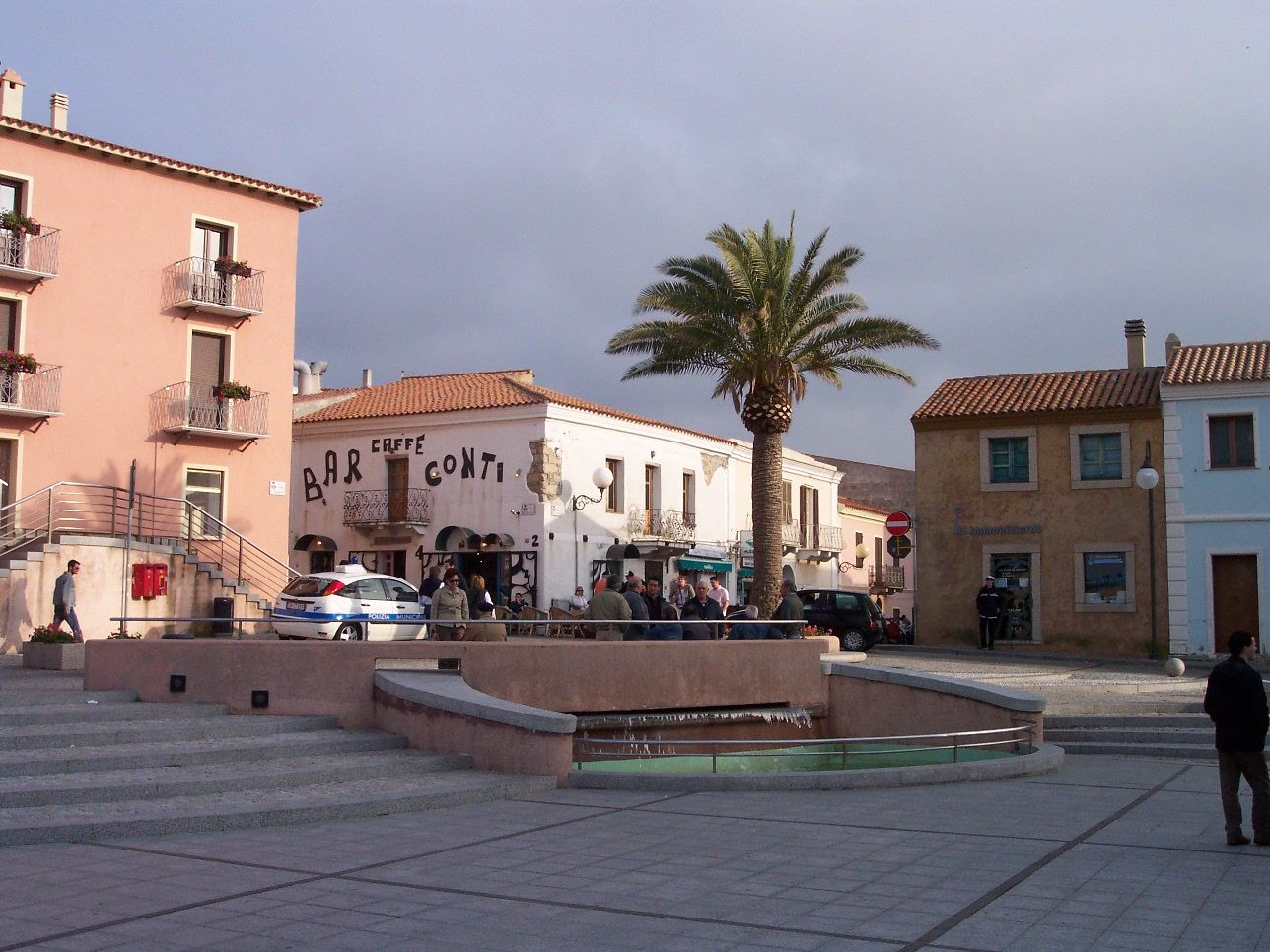
Stadscentrum

Aggius · Aglientu · Alà dei Sardi · Arzachena · Badesi · Berchidda · Bortigiadas · Buddusò · Budoni · Calangianus · Golfo Aranci · La Maddalena · Loiri Porto San Paolo · Luogosanto · Luras · Monti · Olbia · Oschiri · Padru · Palau · San Teodoro · Sant'Antonio di Gallura · Santa Teresa Gallura · Telti · Tempio Pausania · Trinità d'Agultu e Vignola
1. ↑  https://demo.istat.it/?l=it.